# 하마마쓰 육군비행학교
하마마쓰 육군비행학교(浜松陸軍飛行学校)는 시즈오카현 하마마쓰시에 있던 일본 제국 육군 항공대의 군학교였다.